# Balagtas (cràter)
Balatgas és un cràter d'impacte de 104 km de diàmetre de Mercuri. Porta el nom del poeta filipí Francisco Balatgas (1788-1862), i el seu nom va ser aprovat per la Unió Astronòmica Internacional el 1976.